# 吉格德里克清真寺
吉格德里克清真寺，位于新疆维吾尔自治区乌鲁木齐市天山区，是一座伊斯兰教清真寺。

## 简介
吉格德里克清真寺位于天山区团结路街道八户梁社区。
2009年七五事件发生后，同年7月7日，中共新疆维吾尔自治区委常委肖开提·依明，新疆维吾尔自治区政协副主席、中共新疆维吾尔自治区委统战部部长王伟，中共乌鲁木齐市委常委卡德尔汗·米拉斯汉等领导走访了乌鲁木齐市的部分清真寺。他们到吉格德里克清真寺走访时，该寺伊玛目阿不都瓦哈甫·阿不都热合曼正和教民们谈论七五事件，阿不都瓦哈甫﹒阿不都热合曼说：“新中国建立后，全社会发生了翻天覆地的变化，在党的民族宗教的好政策下，我们的日子越过越好。然而这起事件，打破了我们生活的平静，严重影响了社会稳定，人民群众的生命财产安全被严重破坏，看到无辜死亡和受伤的百姓，我们感到痛心疾首，我们要坚决反对这种民族分裂分子的犯罪行径。”
2009年10月到11月，乌鲁木齐市文化局群艺馆、图书馆的维稳工作队出资，在吉格德里克清真寺所在的八户梁社区新建了四个大门，以加强治安保卫工作。其中一个大门建在吉格德里克清真寺对面巷口与延安路的交会处。每个大门旁设一个值班室，八户梁社区联防队员每日24小时在该值班室轮流值班。